# Florencio Campomanes
 For alternative betydninger, se Florence (flertydig). (Se også artikler, som begynder med Florence)
Florencio Campomanes (22. februar 1927 i Manila, Filippinerne – 3. maj 2010) var en filippinsk politolog, politiker, skakspiller og skakfunktionær. Han var præsident for verdensskakforbundet FIDE i årene 1982-1995.

## Biografi

### Akademisk karriere
Florencio Campomanes tog en B.A. i political science på det nationale filippinske universitet, Unibersidad ng Pilipinas, i 1948. Han fik et Fulbright stipendium i 1948 og begyndte studier på Brown University i Providence, Rhode Island, USA, hvor han tog sin M.A. i 1951. 1949-1954 læste han på Georgetown University i Washington D.C., USA.
Han var underviser på Unibersidad ng Pilipinas 1954-1956. Herefter begyndte han en karriere først som en del af det politiske maskineri i præsidentpaladset i Manila; senere valgte han skakken som sit politiske felt.

### Skakspiller
Florencio Campomanes var i sin tid en habil skakspiller og blev national mester to gange (1956 og 1960). Han repræsenterede sit land ved fem skakolympiader fra 1956 til 1966, hvor han mødte og tabte til stærke spillere som Mikhail Tal, Miguel Najdorf og Lev Polugajevskij. Det var Campomanes selv, som fik samlet et hold og fik gennemtrumfet, at Filippinerne deltog i skakolympiaden i Moskva 1956, på trods af at der ikke var diplomatiske relationer mellem de to lande.

### Skakfunktionær
Campomanes begyndte sin karriere inden for FIDE med at blive delegat for Filippinerne i 1956 (en position han holdt indtil 1982, hvor han blev FIDE-præsident). I 1960-1964 var han præsident for FIDEs asiatiske zone og 1974-1982 var han Deputy President for FIDE i Asien.
Campomanes stod for arrangementet af VM-matchen mellem den regerende verdensmester Anatolij Karpov fra Sovjetunionen og udfordreren Viktor Kortsjnoj, som i 1976 var afhoppet fra Sovjetunionen. Et par uger før matchen manglede der stadig en del penge og et spillested, men Campomanes udnyttede sine forbindelser til den filippinske præsident, diktatoren Ferdinand Marcos, og alting faldt på plads. Matchen fandt sted i Baguio City i Filippinerne og blev et bizart skuespil med en hypnotisør i Karpovs delegation, to under mistanke for mordforsøg i Kortsjnojs delegation og anklager om koder leveret til Karpov i form af yoghurt.

#### Første FIDE-præsident fra Asien
VM-matchen og flere andre arrangementer førte til opfordringer til at stille op til præsident-posten i FIDE. Det gjorde han dog først fire år senere, hvor han i anden valgrunde kom til at kæmpe med Bozidar Kazic fra Jugoslavien. Han førte en efter FIDE-forhold larmende og farverig kampagne, og det lykkedes Campomanes at sikre bl.a. de russiske stemmer og et overraskende valg. Han blev dermed den første FIDE-præsident fra et land uden for Europa.
Han fik rigeligt at se til i den efterfølgende VM-cyklus, hvor Sovjetunionen nægtede at lade semifinalerne i kandidatturneringen Kortsjnoj – Garri Kasparov og Zoltan Ribli, Ungarn – Vassilij Smyslov foregå i Pasadena, Californien. Der er blevet spekuleret i, om det skyldtes frygt for, at Kasparov ville hoppe af, men det var nok snarere USA og flere andre vestlige landes boykot af OL i Moskva i 1980 (der blev fulgt af en østblok-boykot af OL i Los Angeles i 1984) og det generelt kølige forhold mellem de to supermagter, som gjorde udslaget. Campomanes startede med at ville udelukke Kasparov og Vassilij Smyslov, men lod sig overtale til ikke at lægge sig for kraftigt ud med de magtfulde russere og fik forhandlet en flytning af semifinalerne til London.

#### Den annullerede VM-match
I 1984 mødte Karpov vinderen, Kasparov, i en match først til seks sejre. Karpov tog en tidlig 4-0 føring efter kun ni partier. Derefter vandt han igen i det 27. parti, hvilket bragte ham på 5-0. Men i februar 1985 efter det 48. parti (efter ca. fem måneders match), havde Kasparov reduceret til 3-5. På dette tidspunkt tog Campomanes til Moskva og erklærede matchen for annulleret af hensyn til spillernes helbred og den sportsligt korrekte afvikling af matchen. I stedet skulle en match finde sted senere i 1985.
Der diskuteres stadig i skakkredse, hvorvidt dette var den rigtige beslutning. Kasparov kaldte det for "skammens dag" og hævdede, at det kun skete for at beskytte Karpov. Problemet med denne beskyldning er, at det givetvis var en endnu større fordel for Kasparov at starte en ny match. Karpov manglede trods alt kun én sejr, hvilket Kasparov selv medgiver i sin bog Alt på et bræt (oversat fra Child of Change, 1988), hvor han angiver sin sejrschance til 25-30 pct. Campomanes har aldrig selv givet en udtømmende forklaring på hændelsesforløbet.
Beslutningen om at annullere 1984-matchen medførte bl.a. en række forsinkelser i den efterfølgende VM-cyklus.
Det var forventet, at den efterfølgende FIDE-kongres i Graz, Østrig i 1985 ville blive eksplosiv, men det lykkedes Campomanes – i vanlig stil – at få løst problemerne inden ved natlige forhandlinger. På samme måde lykkedes det ham at undgå det storpolitiske problem, at Forenede Arabiske Emirater hvor skakolympiaden 1986 skulle finde sted, nærmere bestemt Dubai, ikke ville lukke det israelske landshold ind. Han fik overtalt Israels delegat, I. Haddasi, til at ofre landets deltagelse for det fælles bedste.
Op til kongressen i Dubai førte briterne an i et forsøg på at få valgt Lincoln Lucena til FIDE-præsident i et parløb med den britiske stormester Raymond Keene. Det faldt sammen med oprøret i Filippinerne og Marcos' fald, og Campomanes svar på spørgsmål om hans forbindelse til Marcos var, at den kun havde med skak at gøre. Lincoln Lucena trak sig aftenen før valget.
I 1993 stiftede den regerende FIDE-verdensmester, Garri Kasparov, og vinderen af kandidatturneringen i 1992, britiske Nigel Short, deres egen organisation: Professional Chess Association (PCA), hvilket førte til at der var to verdensmestertitler; den "klassiske", som Kasparov organiserede, og FIDEs. Kasparov har senere erkendt, at splittelsen var en fejl og ved FIDEs kongres i 1994 gik han overraskende til Campomanes for at få ham til at fortsætte endnu en periode.
I 1995 kom Campomanes under yderligere pres, da han var under anklage for korruption (en anklage, som senere måtte droppes). Han trak sig og pegede selv på sin efterfølger, Kirsan Iljumsjinov. Campomanes blev formand for FIDEs bestyrelse frem til 1996, hvor han fik titlen Ærespræsident.